# Tomasz Michniewicz
Tomasz Michniewicz (ur. 31 maja 1982) – polski dziennikarz, fotograf, podróżnik i reportażysta.

## Kariera
W 2003 zaprojektował luksusowy miesięcznik kulturalny „Vaganzza”, po czym znalazł inwestora. Objął stanowisko dyrektora wydawniczego i redaktora naczelnego „Vaganzzy”. Magazyn ukazywał się jako miesięcznik w nakładzie 20 tys. egzemplarzy w restauracjach i klubach w Warszawie. Był pierwszym w Polsce bezpłatnym magazynem luksusowym  dostępnym w otwartej dystrybucji.
Michniewicz był dziennikarzem tygodnika „Polityka”.  Publikował również reportaże i fotoreportaże m.in. w „Rzeczpospolitej”, „Przekroju”, „Focusie”, „Playboyu”, „National Geographic Traveler”, „Życiu Warszawy”, „Podróżach”, „Ślizgu” i „Urodzie życia”.
W Polskim Radiu Bis prowadził autorskie programy kulturalne („Dobry Wieczór”, magazyn filmowy „Klaps”), muzyczne ("Scena"), informacyjno-publicystyczne („Popołudnik”) i poranne programy rozrywkowe „Treleranek”), oraz audycję „Scena”, w której młode zespoły muzyczne mogły się wypromować podczas godzinnej prezentacji na antenie ogólnopolskiego radia. W tym programie zaczynał m.in. Kanał Audytywny, B.E.T.H. czy Żywiołak. Jest autorem pierwszego w Polsce programu o backpackingu (budżetowym, indywidualnym podróżowaniu) „Dziko i Tanio”.
Od lipca 2007 do kwietnia 2010 był dziennikarzem Programu Trzeciego Polskiego Radia. Był producentem (szefem projektu) większości edycji akcji „Trójka Przekracza Granice” oraz reporterem w dwóch z nich (styczeń 2008 – podróżował po Tajlandii, Kambodży, Nepalu i Hongkongu, oraz w listopadzie 2008 – po USA). Był też m.in. odpowiedzialny za produkcję obsługi mistrzostw Europy w piłce nożnej (Euro 2008 w Austrii i Szwajcarii) dla Programu III i Czwórki (dawne Radio Bis). Produkował też kolejne akcje międzynarodowe oraz obsługiwał je w roli reportera – m.in. „Dzień Expo 2012” (nadawał z Yeosu w Korei Południowej, a później prowadził całodzienną relację z Paryża), Igrzyska Olimpijskie w Pekinie czy wybory prezydenckie McCain vs Obama w USA. 
Od czerwca 2013 do maja 2016 prowadził audycję podróżniczą „Reszta świata” w Programie Pierwszym Polskiego Radia.
W 2016 dołączył do Radia ZET, gdzie od 30 maja prowadził cykl „W drogę!”, a od września 2017 do 29 marca 2020 był gospodarzem programu „Mapa świata”. 
Od lipca 2020 ponownie pracował w Programie Trzecim Polskiego Radia. Był gospodarzem poniedziałkowych wydań „Klubu Trójki” oraz autorskiej audycji „Reszta świata”. Ze stacji odszedł 26 sierpnia tego samego roku, m.in. na znak protestu przeciwko zwolnieniu Jakuba Strzyczkowskiego z funkcji dyrektora i redaktora naczelnego. Po odejściu z tej rozgłośni wraz ze Strzyczkowskim i Markiem Niedźwieckim oraz innymi byłymi dziennikarzami „Trójki" założył internetowe Radio 357, z którym był związany do września 2022.
W 2014 roku telewizja TTV wyemitowała 10 odcinków jego programu „Michniewicz. Inny świat”.  W każdym odcinku Michniewicz zabierał w podróż jedną osobę w miejsce, które zmuszało bohatera do konfrontacji z jego lub jej słabościami, lękami lub stereotypowymi wyobrażeniami odmiennych kultur. Odcinki powstawały w Malezji, Indonezji, Ugandzie, Zimbabwe, Tajlandii, Tanzanii, Maroku i na Malediwach. 
Jego książka „Samsara” w wersji elektronicznej została uznana za pierwszą polską książkę multimedialną.
Od 2015 roku prowadzi galę finałową rozdania nagród podróżniczych Kolosy.

## Nagrody i wyróżnienia
Jego reportaż z więzienia o zaostrzonym rygorze (San Quentin w Kalifornii) został nominowany w konkursie radiowym na Festiwalu Mediów – Człowiek w Zagrożeniu w 2009 r. Otrzymał za niego również nagrodę główną w kategorii radio na Festiwalu Cywilizacji i Sztuki Mediów Mediatravel w 2011 r. Na tym samym festiwalu Michniewicz odebrał jeszcze dwie inne nagrody, stając się tym samym pierwszym polskim dziennikarzem, który podczas jednej edycji tego konkursu zdobył trzy statuetki w trzech różnych dziedzinach (radio/wyprawa/książka).
Michniewicz był też nominowany do nagród National Geographic Travelery 2011 w kategorii Inicjatywa Społeczna Roku za prowadzoną akcję ratowania czarnych nosorożców afrykańskich oraz do podróżniczej nagrody Kolosów 2013 za wyprawę dokumentującą życie Pigmejów Baka w dżungli na pograniczu kongijsko-kameruńskim. Jest również laureatem nagrody fundacji Afryka Inaczej aFrykas 2014 za projekt „Swoją drogą”.

## Publikacje
- Tomasz Michniewicz, Chwilowa anomalia. O chorobach współistniejących naszego świata, Wydawnictwo Otwarte, 2020
- Tomasz Michniewicz, Chrobot. Życie najzwyklejszych ludzi świata, Wydawnictwo Otwarte, 2018
- Tomasz Michniewicz, Świat równoległy, Wydawnictwo Otwarte, 2015
- Tomasz Michniewicz, Swoją drogą. Opowieść o trzech podróżach po inne życie, Wydawnictwo Otwarte, 2014 ISBN 978-83-7515-288-3
- Tomasz Michniewicz, Gorączka. W świecie poszukiwaczy skarbów, Wydawnictwo Otwarte, 2011
- Tomasz Michniewicz, Samsara. Na drogach, których nie ma, Wydawnictwo Otwarte, 2010